# 孔廞
孔廞（4世紀—？），東晉政治人物，会稽山阴人，孔子二十七代孙，孔沈之子，官至吴兴太守（元興年間）、廷尉、光禄大夫。有子孔琳之、孔璩之。